# Acquario civico di Milano
L'Acquario civico di Milano fu istituito nel 1906, nell'ambito dell'Esposizione Internazionale di Milano, ed è l'unico padiglione costruito nel parco Sempione a non essere stato smantellato una volta conclusosi l'evento. È il terzo acquario più antico d'Europa.
Posizionato nell'attuale area del Parco Sempione, tra l'Arena Civica e il Castello Sforzesco, in pieno centro, l'edificio esterno è stato oggetto per 3 anni di un lungo restauro, con l'intento di offrire una dettagliata visione degli ambienti acquatici d'acqua dolce e marini italiani.

## Storia

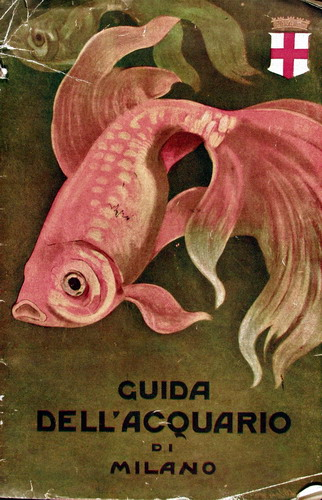
Guida d'inizio Novecento

La storia dell'Acquario Civico milanese prende il via nel 1906 quando a Milano si tiene una grande Esposizione Internazionale per festeggiare l'apertura del traforo del Sempione. Quello di Milano è pertanto il terzo acquario più antico d'Europa. Costruito su progetto dell'architetto Sebastiano Locati e per finanziamento del duca Giuseppe Crivelli Serbelloni, presidente della Società Lombarda per la Pesca e l'Acquicoltura, l'acquario civico di Milano viene inaugurato il 28 aprile del 1906, ed è considerato uno degli edifici di maggior pregio e significato del liberty milanese. Due anni dopo la sua inaugurazione, nel 1908, l'Acquario viene inoltre arricchito dalla costituzione di una Stazione di biologia e di bioidrologia applicata.
L'Acquario continua la sua attività fino all'agosto del 1943 allorché, colpito dalle bombe anglo-americane, viene notevolmente lesionato. Nel 1952 cominciano i primi lavori di sistemazione che, nel 1960, divengono una vera e propria ristrutturazione. Questa ristrutturazione si occupò prevalentemente delle vasche e poco fece per la preservazione architettonica dell'edificio. Nel 1963 l'Acquario riapre e, sotto la guida del suo direttore Menico Torchio, ricomincia ad essere operativo sia dal punto di vista della ricerca scientifica sia di quello puramente ostensivo, rivolto al grande pubblico.
Ne diviene Direttore, Mauro Mariani, nel febbraio del 1988 Intorno agli anni '90 si comincia a percepire la necessità di un ulteriore ammodernamento dello storico edificio e della concreta possibilità di una ridistribuzione di tutti gli spazi. Prende dunque il via nel 2003, ad opera degli architetti Piero De Amicis e Luigi Maria Guffanti (con la supervisione scientifica del Direttore dell'Acquario, Mauro Mariani) la ristrutturazione dell'intero edificio che, terminata nella primavera del 2006, ha permesso di restituire alla città questo importante edificio notevolmente rinnovato, celebrandone, al contempo, I primi cento anni di vita.

## Architettura

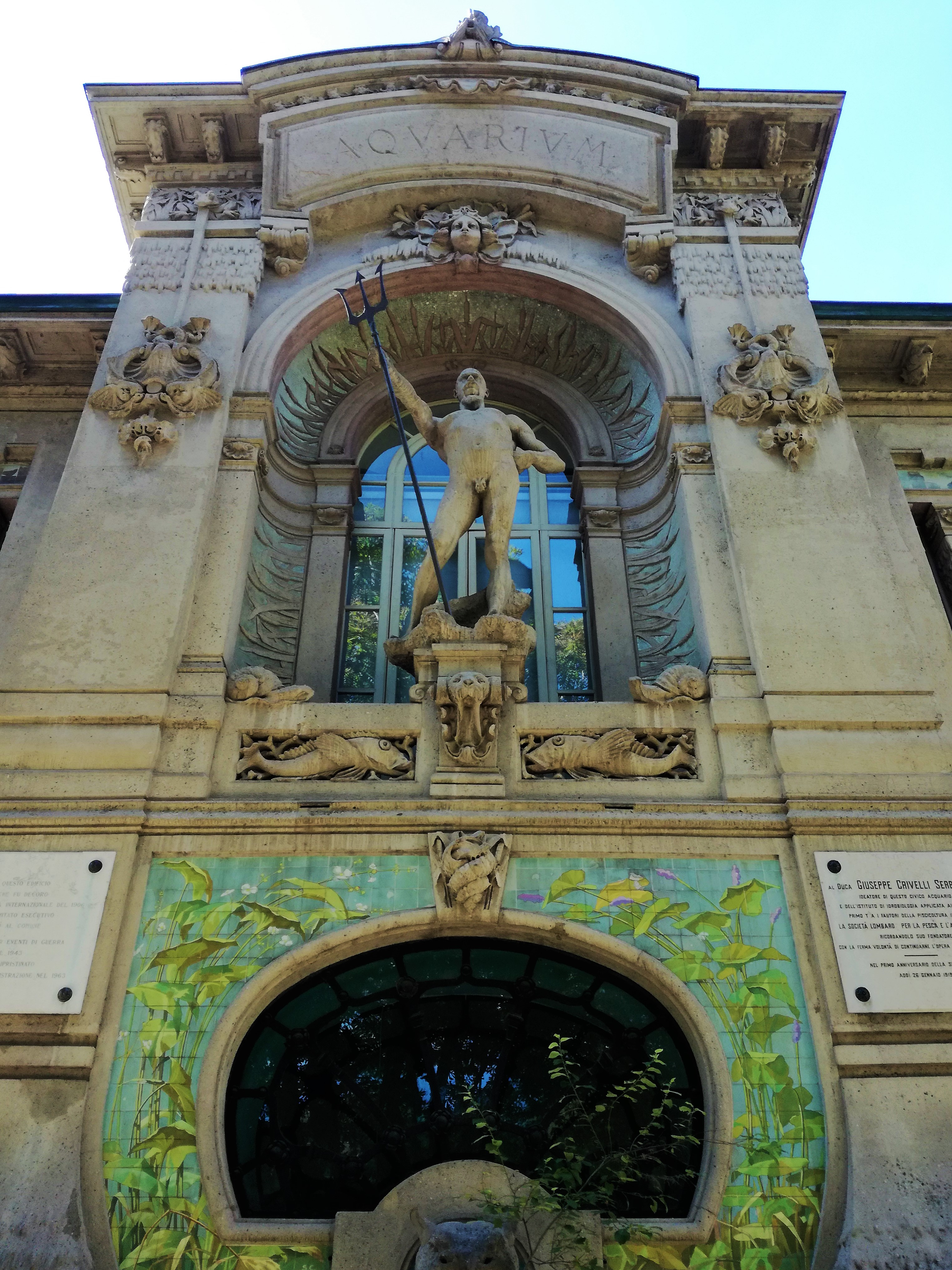
La facciata con la statua di Nettuno

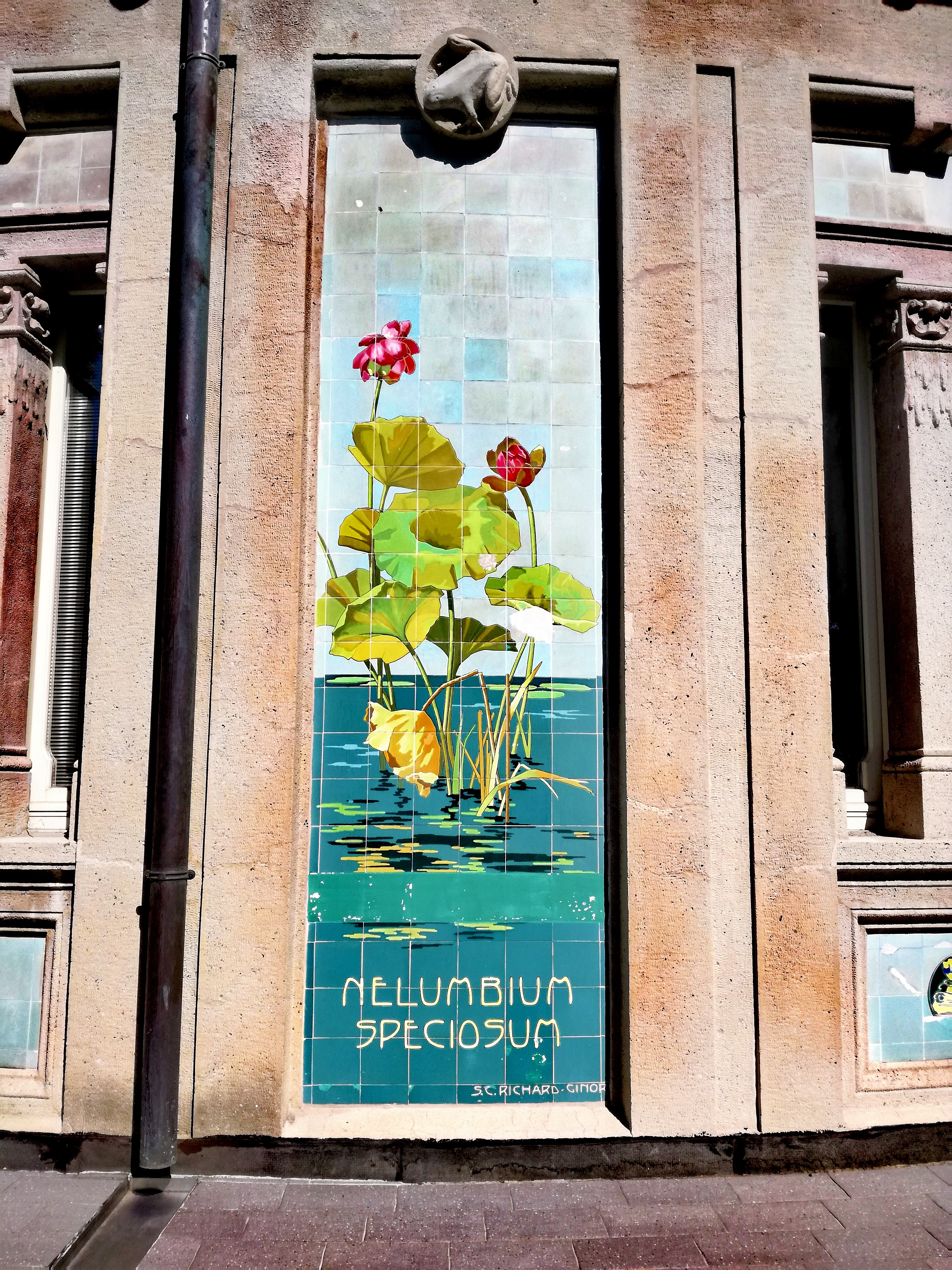
Particolare delle decorazioni floreali a firma Richard-Ginori in facciata

La struttura dell'acquario civico di Milano è costituita da una palazzina di stile liberty milanese, con rimandi allo stile della secessione viennese. La facciata, decorata con maioliche floreali prodotte dalla ditta Richard-Ginori e con rilievi in cemento a tema acquatico prodotti della ditta Chini, presenta al centro una statua rappresentante il dio Nettuno, protettore delle acque, opera dello scultore Oreste Labò, sotto la quale si trova una fontana caratterizzata dal capo di un ippopotamo dal quale sgorga l'acqua.
Al piano terreno si trovano le aule didattiche per le attività con le scuole, sale per ospitare mostre temporanee e un percorso espositivo preciso che si sviluppa lungo un perimetro di forma ellittica. Al primo piano si trova invece la biblioteca dell'acquario.
La struttura è circondata da un giardino in forma di parco pubblico, nel quale oltre ad un percorso botanico di notevole interesse, si trovano vasche aperte all'esterno con ambienti specifici, come ad esempio quello della palude.

### La ristrutturazione

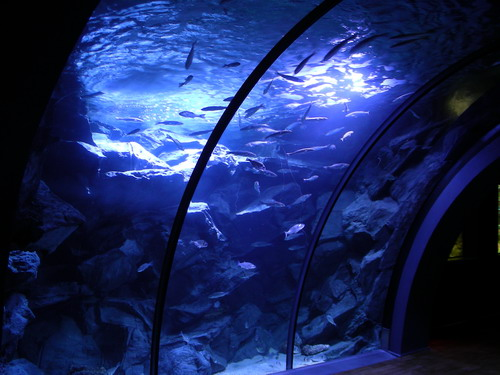
Vasca mediterranea a ponte realizzata durante le ristrutturazioni del 2003

Il progetto di ristrutturazione iniziato nel 2003 ha portato, oltre al recupero in un linguaggio contemporaneo delle qualità architettoniche e decorative dell'edificio liberty, alla ristrutturazione completa delle strutture dell'acquario, rendendolo più tecnologicamente avanzato e in grado di offrire al pubblico un ambiente espositivo ed educativo funzionale, accessibile anche agli utenti disabili.
Il pian terreno è stato interamente dedicato al pubblico con la costruzione di aule didattiche per le attività con le scuole, sale per ospitare mostre temporanee e un percorso espositivo rinnovato esteticamente attraverso giochi di volumi, unitamente alla possibilità di osservare direttamente gli organismi di alcune vasche con il livello dell'acqua basso, senza l'interposizione del vetro.
Nell'atrio, un'ampia scalinata permette l'accesso al seminterrato dove è stato creato un nuovo spazio con un bar e una libreria.
Sono state poi realizzate due scale che, dal percorso espositivo, permettono di accedere alla terrazza la quale offre la possibilità di osservare dall'alto il giardino e gli ambienti padani ricostruiti.

## Percorso scientifico dell'acquario
Il nuovo percorso espositivo dell'acquario racconta la storia dell'acqua da quando le precipitazioni atmosferiche confluiscono in un torrente montano fino ad arrivare al mare, attraverso i principali ambienti che si formano. Dieci sono le vasche degli ambienti d'acqua dolce e dodici sono quelle dedicate agli ambienti marini, di cui due a cielo aperto. Del mare vengono mostrati i principali ambienti della zona infralitorale, circalitorale e pelagica. Gli ambienti ricostruiti sono italiani e mediterranei, ad eccezione di una vasca fuori percorso che ripropone la scogliera madreporica del Mar Rosso come esempio di possibile evoluzione nei prossimi anni del Mar Mediterraneo. Le vasche di ostensione sono distribuite lungo l'ellisse espositiva, ed i visitatori possono decidere se percorrere questo viaggio seguendo la corrente o risalendola, andando cioè dalla montagna al mare o viceversa; un maggior dettaglio degli ecosistemi padani d'acqua dolce sono presentati nel giardino esterno. Oltre alle vasche, nelle sale espositive sono presentati al visitatore filmati, mostre a tema e percorsi interattivi sui diversi argomenti.

### Gli ecosistemi riprodotti

#### Il torrente alpino
È il primo tratto di un corso d'acqua (epirithron) che discende le pendici delle montagne, caratterizzato da acque decisamente fredde (temperatura inferiore a 10 °C) e ben ossigenate, da un'elevata pendenza e da un fondo di massi e ghiaia grossolana. La corrente è elevata e l'acqua scorre in modo turbolento. Le specie che vivono in questo ambiente si posizionano frequentemente sotto i sassi e hanno caratteristiche morfologiche che consentono la vita in presenza di elevata corrente e bassa temperatura. Piccole dimensioni e corpo piatto (planarie, larve di insetti) permettono di restare protetti fra le fessure o sotto i sassi, appendici uncinate (larve di Ditteri) servono ad ancorarsi alle rocce, gusci protettivi appesantiscono il corpo per non essere trascinati via dalla corrente (Tricotteri), organi adesivi permettono di aderire tenacemente al substrato (Ancylus fluviatilis). Le piante acquatiche superiori sono rare a causa della corrente che impedisce loro di radicarsi al fondo. Alghe e muschi acquatici come Fontinalis antipyretica si ancorano tenacemente a rocce o altri substrati duri. La vegetazione riparia è costituita soprattutto da bassi cespugli ed erbe. La trota fario (Salmo trutta fario) è un vorace predatore con un corpo idrodinamico e una potente muscolatura che le consentono di muoversi anche contro corrente. Di solito questa specie divide lo stesso tratto del corso d'acqua con lo scazzone e la sanguinerola.

#### Laghi d'alta quota
Viene illustrato il percorso del fiume dopo la sua nascita e la vita in un lago alpino.

#### L'ambiente umido d'alta quota
In questa fase viene spiegata la vita in una "pozza montana" ovvero un lago di ridotte dimensioni.

#### Fiume montano

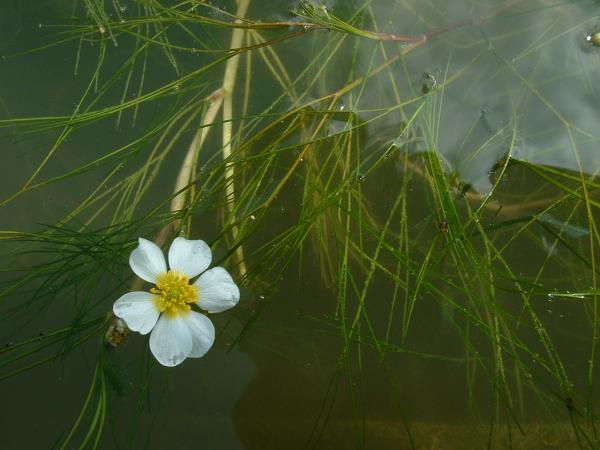
Le infiorescenze del Ranunculus fluitans caratterizzano l'ambiente del fiume montano nell'acquario

Questa sezione presenta un tratto di fiume in montagna. In questo tratto il corso d'acqua si allarga e diventa più profondo, la pendenza si riduce notevolmente e diminuisce la velocità della corrente. L'acqua, ben ossigenata, è meno turbolenta e meno fredda rispetto al tratto precedente: scorre veloce su un fondo di sassi e ghiaia grossolana e rallenta in corrispondenza di pozze e insenature dove spesso si accumula sabbia fine o limo. Qui dominano le alghe e i muschi acquatici e, nelle zone riparate dalla corrente dove il fondo è sabbioso, compaiono le prime piante acquatiche come il ceratofillo comune (Ceratophyllum demersum) la brasca increspata (Potamogeton crispus), il ranuncolo fluitante (Ranunculus fluitans) e la peste d'acqua comune (Elodea canadensis). Il temolo (Thymallus thymallus) è una specie presente particolarmente in questo tratto idrico, facilmente riconoscibile, che condivide questo ambiente col gobione e la trota marmorata. In continuità col tratto precedente, sono presenti molte larve di insetti (efemerotteri, plecotteri, tricotteri) e altri organismi in grado di vivere in presenza di corrente. Tra la vegetazione acquatica trovano rifugio e nutrimento numerosi molluschi gasteropodi e crostacei gammaridi. Il gambero di fiume (Austropotamobius pallipes), caratteristico di questo ambiente, è ormai molto raro a causa dell'inquinamento e dell'introduzione di specie alloctone più resistenti.

#### Fiume pedemontano
Il fiume si sposta ai piedi dei monti, in una zona tecnicamente denominata epipotamon. Qui il corso d'acqua aumenta di ampiezza, la pendenza si riduce ulteriormente rispetto ai tratti precedenti e la corrente rallenta anche se alcuni tratti si presentano ancora forti. La temperatura dell'acqua subisce notevoli variazioni stagionali e può raggiungere i 20 °C. L'acqua, limpida e ossigenata, scorre su un fondo di ghiaia e sabbia grossolana. Accanto a muschi ed alghe filamentose troviamo piante acquatiche come il ranuncolo fluitante (Ranunculus fluitans), i millefoglie (Myriophyllum), la brasca comune (Potamogeton natans) e la peste d'acqua comune (Elodea canadensis). Nei tratti a corrente lenta con fondo sabbioso compaiono le callitriche e le piante palustri.
La maggior parte dei pesci presenti appartengono alla famiglia dei ciprinidi, meno esigenti dei salmonidi. Il barbo è la specie più comune in questo tratto di fiume, pesce che ha la caratteristica di riposare durante il giorno e al tramonto si impegna a "setacciare" il fondo del fiume coi propri bargigli (organi sensori) per individuare le prede nascoste. Nuotano in queste acque anche lasche, savette, vaironi, triotti e gruppi di giovani cavedani che da adulti conducono vita solitaria.

#### I grandi laghi
Qui viene presentata l'ambiente del lago di Como (Lario), preso ad esempio per rappresentare un ideale di grande lago lombardo.

#### Fiume in pianura

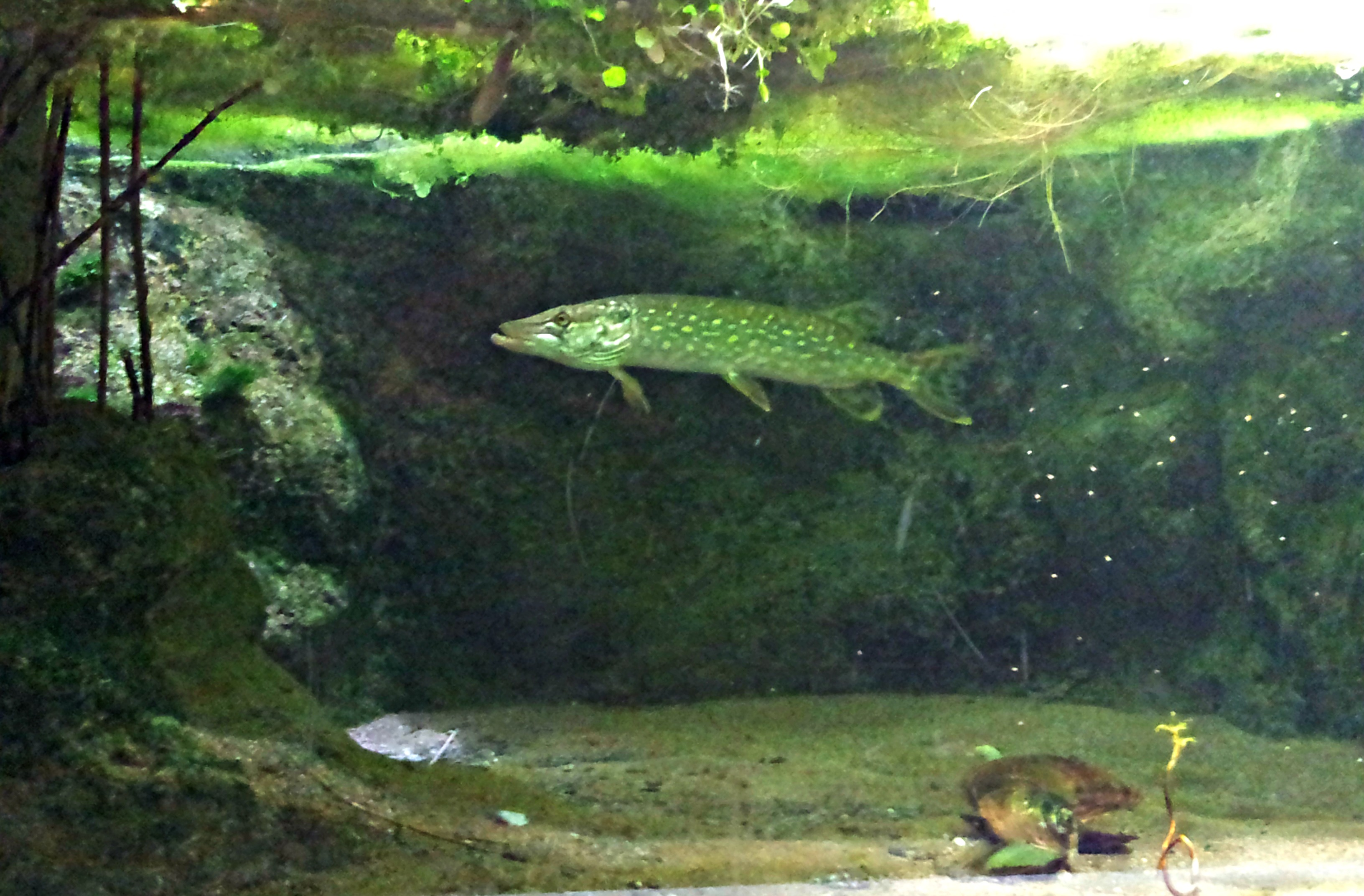
Esemplare di luccio in una vasca in cui è riprodotto il suo habitat naturale, quello del fiume in pianura

Il cosiddetto metapotamon, il fiume che dopo il tratto pedemontano e lacustre scorre in pianura, con la presenza delle carpe e dei lucci.

#### Ambienti artificiali
Questa sezione è divisa in due parti e presentano quei corsi d'acqua che esistono in quanto mantenuti e "lavorati dall'uomo", ovvero la roggia e il fontanile, tipici della Pianura Padana.

#### Foce del fiume

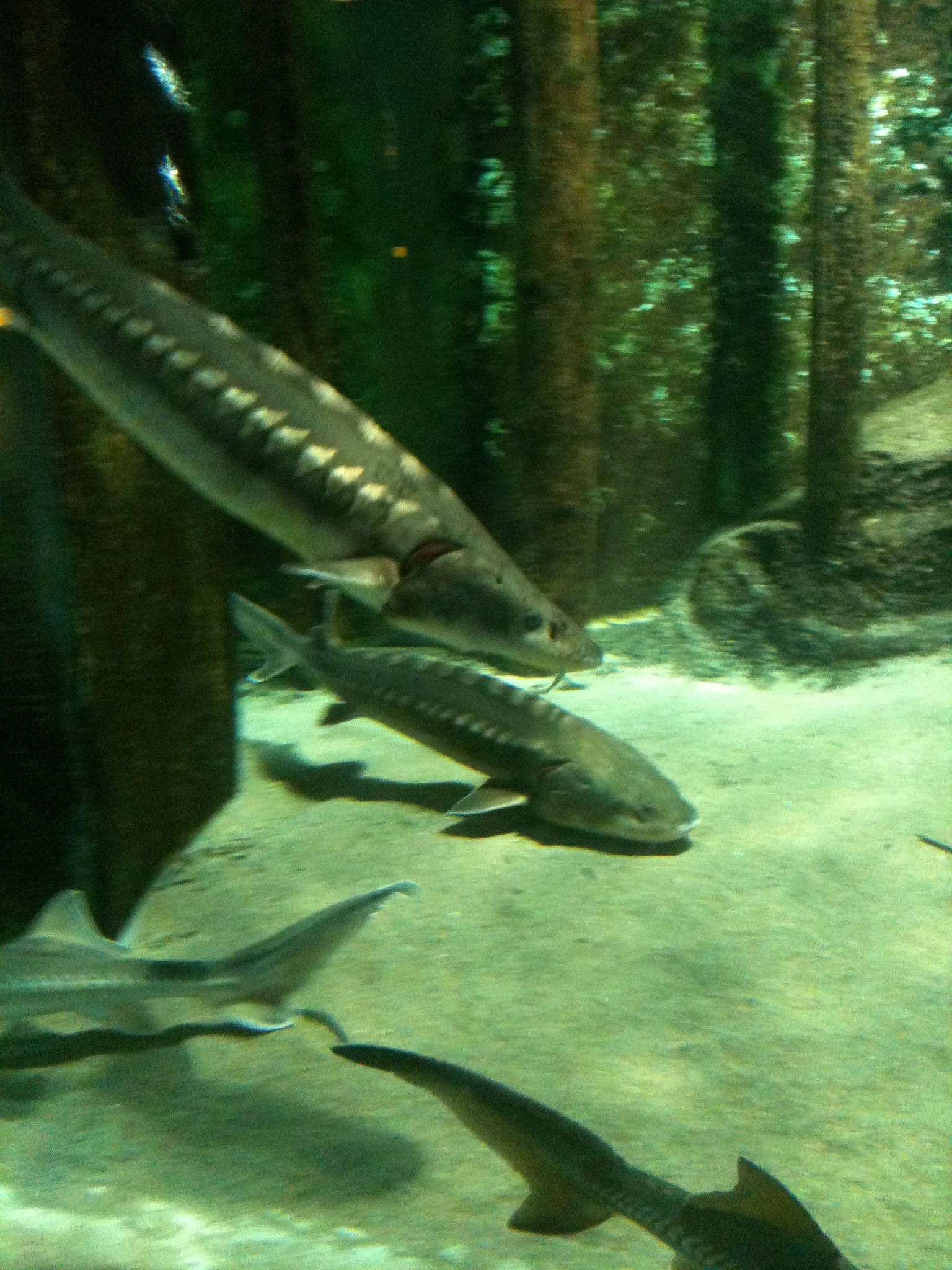
Due storioni nella vasca che rappresenta l'ambiente della foce del fiume

Detta anche hypopotamon, è l'area dove il fiume si getta nel mare con delta ed estuario dove si ha il rimescolamento di acque dolci e marine. Il fiume scorre molto lentamente su un fondo genericamente sabbioso-fangoso. L'ossigeno disciolto è scarso e l'acqua è torbida per la grande quantità di materiale trasportato dal fiume. Qui vivono organismi d'acqua dolce e marini in grado di apportare le frequenti variazioni di temperatura e di salinità. La ridotta velocità di corrente permette lo sviluppo del plancton vegetale e animale. Potamogeti e miriofilli formano "foreste subacquee". Tra la fitta vegetazione, accanto alla cannuccia di palude (Phragmites australis) e alle clarici, compaiono gruppi di tife e di scirpi. Nelle anse del fiume galleggiano le ninfee e il ranuncolo a foglie capillari (Ranunculus trichophyllus).
La maggior parte dei pesci sono eurialini, cioè sopportano grandi variazioni di salinità. È questa la zona in cui infatti vive lo storione che risale dal mare per riprodursi, assieme al cefalo, alla passera di mare e all'anguilla, nella fase giovanile. Come nel tratto precedente, gli organismi sono in grado di sfruttare al massimo i basi livelli di ossigeno presenti. Trovano il loro ambiente ideale vermi (oligocheti, tubificidi), numerosi insetti (ditteri, odonati, coleotteri, efemerotteri), crostacei (isopodi), molluschi gasteropodi e bivalvi (Dreissena polymorpha, Psidium).

#### Acque salmastre
Viene qui presentato l'ambiente acquatico tipico della laguna

#### Posidonieto
Vasca che illustra le vaste praterie di posidonia oceanica (Posidonietum oceanicae) presenti nel Mediterraneo.

#### Piano infralitorale
Questa sezione è divisa in quattro vasche differenti, due delle quali rappresentano gli ambienti costieri marittimi italiani caratterizzati da litorale roccioso, uno è dedicato al paesaggio con fondali sabbiosi e uno dedicato esclusivamente al cavalluccio marino, una specie rara e oggi protetta, presente nelle coste italiane del Mediterraneo.

#### Ambiente pelagico
Sezione divisa in due vasche dedicate all'ambiente marittimo italiano, di cui una dedicata interamente alla medusa quadrifoglio, una delle specie più particolari presenti nei nostri mari.

#### Il polpo
Vasca tematica dedicata interamente al polpo (Octopus vulgaris), endemico sulle coste italiane.

#### I relitti
Area che mostra la forte presenza di relitti di imbarcazioni di tutte le epoche all'interno del Mediterraneo. Quanto essi possano essere importanti per la ricerca, cosa rappresentino per l'habitat dei pesci che vivono quel tratto marino e gli eventuali pericoli che possono esservi per la loro presenza.

#### Scogliera madreporica

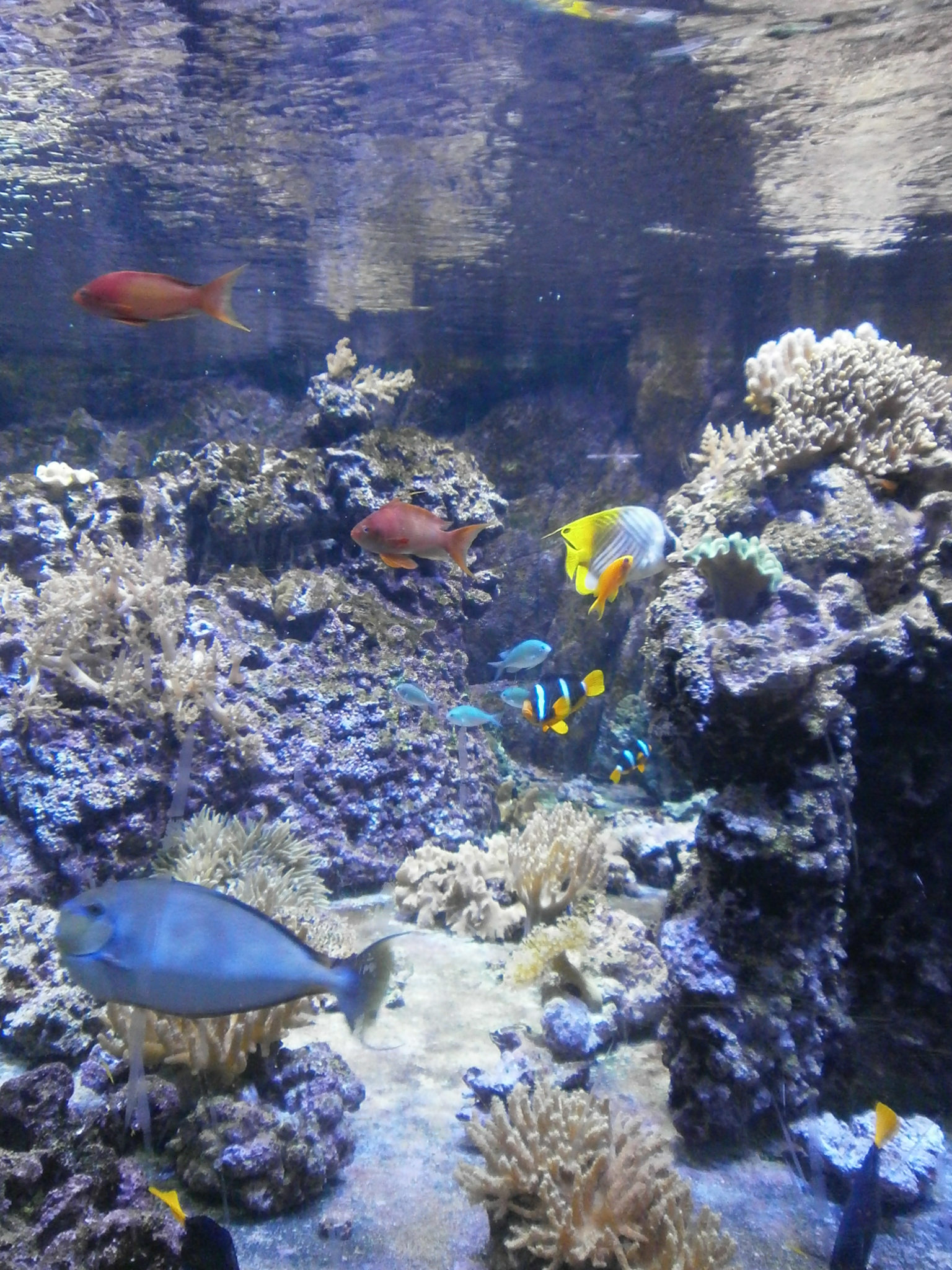
L'ambiente della scogliera madreporica

Un esempio di scogliera marittima dove è forte la presenza delle madrepore, viene qui riportato l'esempio del Mar Rosso. Per la scarsa profondità i limitati scambi d'acqua con l'oceano e l'area geografica arida, il Mar Rosso è considerato un bacino semi-chiuso con una salinità superiore del 10% a quella degli oceani. I lunghi e ripetuti periodi di isolamento hanno favorito la formazione di molti endemismi. Le scogliere madreporiche, dette anche reef, derivano dall'attività costruttrice dei polipi delle madrepore. I polipi formano grandi colonie composte da centinaia o migliaia di individui comunicanti tra loro che vivono all'interno di calici calcarei secreti da loro stessi. Le madrepore, per riprodursi, hanno bisogno di condizioni particolarmente stabili, acque calde, limpide, a salinità costante e un substrato duro su cui crescere. Il reef, che fornisce cibo e riparo a migliaia di organismi diversi, è un ambiente molto competitivo. I coralli usano cellule urticanti sia per alimentarsi che per conquistare uno spazio, molti molluschi e vermi scavano gallerie nelle madrepore sgretolandole, mentre la stella marina (Acanthaster planci) si nutre dei polipi corallini. Sul reef del Mar Rosso vivono circa un migliaio di pesci tra cui castagnole, damigelle e pesci pagliaccio. Alcuni sono erbivori come il pesce chirurgo, mentre altri sono predatori come la cernia. La maggior parte si nutre di invertebrati come i coloratissimi pesci angelo e pesci farfalla, tordi e donzelle, pesci palla, pesci scatola e pesci balestra.

#### Tropicalizzazione del Mediterraneo
Vasca introdotta per illustrare la tendenza alla tropicalizzazione da parte del Mediterraneo, un problema a cui l'uomo sta cercando di far fronte con l'innalzarsi delle temperature delle acque.

## La biblioteca specialistica
Nel 2015 l'Amministrazione comunale ha deciso l'assorbimento della Biblioteca dell'Acquario Civico nel patrimonio della Biblioteca del Museo di Storia Naturale, rinominando quest'ultima Biblioteca del Museo di Storia Naturale e dell'Acquario Civico di Milano. La consultazione dei documenti è possibile previa prenotazione presso la sede del Museo di Storia Naturale, Milano.